# آنا اولارو
آنا اولارو (رومانیایی: Ana Ularu؛ زادهٔ ۲۶ ژوئن ۱۹۸۵) بازیگر اهل رومانی است. وی از سال ۱۹۹۵ میلادی تاکنون مشغول فعالیت بوده‌است.
از فیلم‌ها یا برنامه‌های تلویزیونی که وی در آن نقش داشته‌است می‌توان به سرنا، دوزخ، آناکونداس: دنباله خون، بورجیاها و سیبری اشاره کرد.